# Leopold Katscher
Leopold Katscher (Csákova, prop de Temesvár, Imperi Austrohongarès, 30 d'agost de 1853 - Lucerna, Suïssa, 25 de febrer de 1939) fou un periodista, assagista, advocat i reformador social judeohongarès.
De jove treballà d'escrivent en diverses empreses: a Temesvár (avui Timișoara), en una ferreteria; en una cooperativa de crèdit a Szeged, i a Viena en una empresa d'importació de fustes i cereals. A partir del 1875 viatjà per bona part d'Europa, estudià medicina, dret, literatura i economia a Viena, Budapest i Londres, en aquesta darrera ciutat residí durant tres anys (1881-1884), i després va viure a Berlín, a Budapest, a Baden i a Suïssa.
Des de l'adolescència escrivia poemes i relats humorístics, i a partir del 1870 començà d'enviar comentaris periodístics a la premsa local, signant amb diversos pseudònims: Ludwig Koelle, Ludwig Ungar, Albert Kellner, Ludmilla Koelle, Dra. L. Tschaker, Kosmopolit, Spectator i Humanus, alguns dels quals compartiria després amb la seua dona, Bertha Katscher. Al principi, tractava sobretot temes literaris, i progressivament va evolucionar des de la història literària al periodisme de viatges i a qüestions etnogràfiques i sociopolítiques. També va traduir obres de l'anglés i del francés. Fou cofundador de diverses revistes, sobretot de Weltstädtische Plaudernspaziergänge (que el 1887 canvià el nom per Hauptstädtische Plaudernspaziergänge), de propietat seua i editada juntament amb Otto Felsing en la primera etapa, en la qual es publicaven articles sobre els últims esdeveniments a les capitals europees. Altres projectes seus foren una edició hongaresa de Moderne Kunst, Eigene Monatsschrift, Internationales Literaturblatt, Briefkästen-Korrespondenz i Der Freimüthige.
Al començament de la dècada de 1880, Leopold Katscher criticà les pràctiques en la indústria editorial que vulneraven els interessos dels autors, i emprengué amb èxit una sèrie de litigis a fi de protegir-ne els drets. El 1888 va formalitzar aquesta tasca establint i dirigint la Überwachungsgesellschaft zur Nachdrucksverfolgung (Empresa de seguiment de reimpressions), que tenia com a finalitat expressa rastrejar reimpressions no autoritzades en la premsa europea i emprendre accions legals contra els editors en nom dels autors. La societat rebia un percentatge dels assentaments i dels honoraris cobrats, i els ingressos que excedien els costos s'afegien, al seu torn, a un fons establert també per Katscher per a donar suport als escriptors empobrits i a les seues famílies, anomenat Fons Lennert pel nom del seu primer beneficiari, la família Lennert.
Després d'ajudar la baronessa Bertha von Suttner a trobar una editorial per a la seua novel·la antibèl·lica Die Waffen nieder! (1889), aquesta li despertà l'interés pel moviment per la pau internacional, i arran d'això Katscher ocupà el càrrec de director executiu de la Societat Austríaca per la Pau fundada per von Suttner el 1891, i posteriorment altres càrrecs en les associacions per la pau alemanyes i hongareses i en el comité suís per a la preparació de la Societat de les Nacions. A partir de la dècada de 1890, es va implicar cada vegada més en moviments de reforma social i va seguir amb atenció els moviments socialistes i comunistes. Sobretot, va mostrar un gran interés pel creixent moviment pels drets de les dones i per la defensa dels drets d'autor, i va exercir de director del Comité Europeu per a la Reforma Social. La seua influència fou determinant en l'orientació ideològica de la seua neboda Rózsa Schwimmer.

## Obres
- Marienbad (1872)
- Geschichte der englischen Literatur (Història de la literatura anglesa, 1878)
- Bilder aus englischen Leben (Imatges de la vida anglesa, 1881)
- Bilder aus dem chinesischen Leben (Imatges de la vida xinesa, 1881)
- Charakterbilder aus 19. Jahrhundert (Personatges del segle xix, 1884)
- Aus England (Des d'Anglaterra, 1885-1887)
- Aus China (Des de la Xina, 1887-1891)
- Praktische Gedanken eines Schwärmers (Pensaments pràctics d'un entusiasta, 1890)
- Frieden! Frieden! Frieden! (Pau! Pau! Pau!, 1890)
- H. Rollets Leben und Wirken (Vida i obra d'H. Rollet, 1894)
- Schuldlos verurteilt! (Condemnat sense culpa!, 1894)
- China (La Xina, ed. 1901)
- Bertha von Suttner, ein literarisches Porträt (Bertha von Suttner, un retrat literari, 1903)
- Japan. Interessantes aus dem Mikadoreich (El Japó. Fets interessants de l'Imperi Mikado, 1904)
- Weibliche Geheimbündelei (L'associació femenina secreta, 1905)
- Mit, nicht gegeneinander! (Uns amb altres, no uns contra altres!, 1905)
- Wie es in der Welt zugeht (Com van les coses al món, 1905)
- Russisches Revolutionstagebuch (Dietari de la revolució russa, 1906)
- Das Postwesen einst und jetzt (El sistema postal abans i ara, 1906)
- Soziale und andere interessante Gemeinwesen (Comunitats socials i altres comunitats interessants, 1906)
- Moderne Wunder der Technik (Meravelles modernes de la tecnologia, 1909)
- Freimaurerei (La maçoneria, 1924)